# Laisse-les dire
Le Laisses-les dire est un bateau de pêche de type ostréicole, construit en 1929 à La Tremblade en Charente-Maritime au chantier naval Bernard Frères.
C'est un sloop à demi cul-de-poule au gréement aurique, désormais armé en bateau de plaisance.
Le Laisse-les dire fait l’objet d’un classement au titre objet des monuments historiques depuis le 6 septembre 1993.

## Histoire
Il a été lancé le 28 janvier 1930 à La Tremblade.
Le Laisses-les dire est toujours apte à la navigation. Il appartient à un particulier.